# Santi Millán
Santiago Millán Montes, noto come Santi Millán (Barcellona, 13 settembre 1968), è un attore e conduttore televisivo spagnolo.

## Filmografia parziale

### Cinema
- L'amore nuoce gravemente alla salute (El amor perjudica seriamente la salud), regia di Manuel Gómez Pereira (1996)
- Torrente 2: Misión en Marbella, regia di Santiago Segura (2001)
- Vivancos 3, regia di Albert Saguer (2002)
- Lisístrata, regia di Francesc Bellmunt (2002)
- Dimmi di sì (Di que sí), regia di Juan Calvo (2004)
- Amor idiota, regia di Ventura Pons (2004)
- Va a ser que nadie es perfecto, regia di Joaquín Oristrell (2006)
- La habitación de Fermat, regia di Luis Piedrahita e Rodrigo Sopeña (2007)
- Rivales, regia di Fernando Colomo (2008)
- Bruc. La llegenda, regia di Daniel Benmayor (2010)
- Mil cretins, regia di Ventura Pons (2011)
- Any de Gràcia, regia di Ventura Pons (2011)
- Menú degustació, regia di Roger Gual (2013)
- Espejo, Espejo, regia di Marc Crehuet (2022)

### Televisione
- Teresina, S.A. - serie TV, 13 episodi (1992)
- Periodistas - serie TV, 7 episodi (2002)
- 7 vidas - serie TV, 79 episodi (2003-2006)
- Divinos - serie TV, 9 episodi (2006)
- Cuestión de sexo - serie TV, 5 episodi (2007-2008)
- Lex - serie TV, 16 episodi (2008)
- Frágiles - serie TV, 16 episodi (2012-2013)
- Chiringuito de Pepe - serie TV, 26 episodi (2014-2016)
- Benvinguts a la família - serie TV, 10 episodi (2019)
- El pueblo - serie TV, 25 episodi (2019-2023)
- Machos alfa - serie TV, 7 episodi (2022-2024)

## Programmi televisivi
- Got Talent España (Telecinco, 2016–in corso)